# Béldi család
Az uzoni nemes és gróf Béldi család régi, székely nemesi család.

## Története

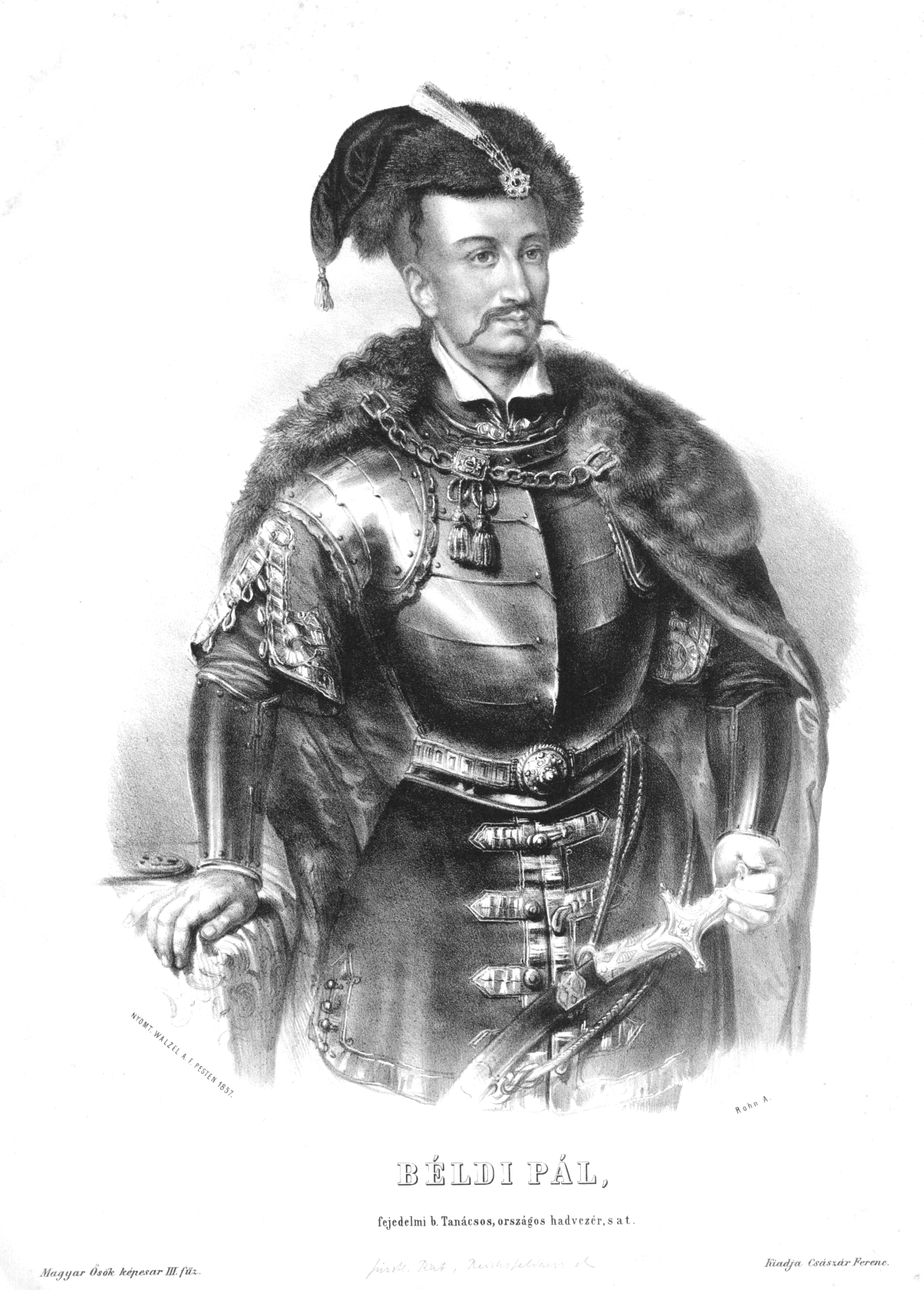
Uzoni Béldi Pál (1621–1679) főasztalnok, háromszéki főkapitány

A család nevét a Maros partján fekvő Béld községről, míg előnevét Uzon háromszéki faluról vette. Első ismert őse Benedek, akit a grófi cím adományozásáról szóló okirat említ, mint 1383-ban élt Béldi őst. A Béldi névről azonban már 1319-ben tesznek említést. Benedek unokája, Pál, 1509-ben Moldvában harcolt a betörni akaró zavargók ellen, 1514-ben pedig Szapolyainak segített a Dózsa-féle lázadást leverni. Unokája, János, a Báthory fejedelmek uralkodása alatt főasztalnok és tanácsos volt, 1599-ben a Csíkszentdomokos melletti csatamezőn esett el. Fia, Kelemen, a fejedelmi székre pályázó Székely Mózes támogatója volt. Báthory Gábor és Bethlen Gábor korában háromszéki főkapitány és tanácsúr volt. Főkapitányként 1625-ben a székelyekkel harcolt Brassó mellett Radu Mihnea vajda ellen. Bánffy Máriától született fia, Pál, II. Rákóczi György tábornoka volt, Pál unokája, József fogarasvidéki főkapitány pedig 1770-ben grófi rangra emelkedett.

## Nevezetes családtagok
- Béldi Pál (1621–1679) főasztalnok, háromszéki főkapitány, tábornok

- Béldi Mihály (1707–1804) költő

- Béldi Ferenc (1798–1880) küküllői főispán

- Béldi Ákos (1846–1932) Kolozs vármegye főispánja, tanácsos, főrendiházi tag
- Béldi Kálmán (1882–1946) erdélyi földbirtokos, bankigazgató, főrendiházi tag
- Béldi Miklós (1925–2007) pedagógus, ornitológus